# Andrew Weibrecht
Andrew Weibrecht (* 10. Februar 1986 in Lake Placid, New York) ist ein ehemaliger US-amerikanischer Skirennläufer. Er war auf die Disziplinen Abfahrt und Super-G spezialisiert, bei Olympischen Spielen gewann er zwei Medaillen.

## Biografie
Weibrecht wurde in Lake Placid als viertes von fünf Kindern des Ehepaars Lisa und Ed Weibrecht geboren und wuchs dort auf. 2001 gewann er den Slalom und den Riesenslalom des Whistler Cups und 2002 bestritt er seine ersten FIS-Rennen sowie Rennen im Nor-Am Cup. 2003 nahm er erstmals an den US-amerikanischen Meisterschaften teil. Nachdem er zu Beginn seiner Karriere hauptsächlich Slaloms und Riesenslaloms bestritten hatte, vollzog sich allmählich ein Wechsel zu den schnelleren Disziplinen. 2005 folgten die ersten Einsätze im Europacup.
Bei den Juniorenweltmeisterschaften 2006 gewann Weibrecht die Bronzemedaille im Super-G. Am 30. November 2006 bestritt er sein erstes Rennen im Weltcup, fuhr aber in seiner ersten Saison nie in die Punkteränge. Mit drei Siegen entschied er in der Saison 2006/07 die Gesamtwertung und die Kombinationswertung des Nor-Am Cups für sich. Am 29. November 2007 schaffte er den Durchbruch an die Weltspitze, mit einem 14. Rang in der Weltcup-Super-Kombination in Beaver Creek. Am darauf folgenden Tag erzielte er mit dem zehnten Platz in der Abfahrt sein für längere Zeit bestes Weltcupergebnis. Der bis dahin größte Erfolg seiner Karriere gelang ihm bei den Olympischen Winterspielen 2010 in Vancouver, als er überraschend die Bronzemedaille im Super-G gewann. Im Winter 2010/2011 blieb Weibrecht ohne Erfolge. Er musste die Saison nach einer Schulterverletzung, die er Ende Dezember im Slalomtraining erlitten hatte, frühzeitig beenden.
Nach seiner Zwangspause fuhr Weibrecht am 9. Dezember 2011 mit Platz zehn im Super-G von Beaver Creek zum zweiten Mal in seiner Karriere und zum ersten Mal seit vier Jahren in einem Weltcuprennen unter die schnellsten zehn. Bei den Olympischen Winterspielen in Sotschi gelang ihm wie vor vier Jahren eine Überraschung: Er gewann die Silbermedaille im Super-G hinter Kjetil Jansrud. In der Saison 2015/16 gelangen Weibrecht schließlich auch im Weltcup Podestplatzierungen: Am 5. Dezember 2015 belegte er im Super-G von Lake Louise den dritten Platz, am 22. Januar 2016 wurde er Zweiter im Super-G von Kitzbühel.
Aufgrund von Kniebeschwerden konnte Weibrecht dieses Niveau in den zwei folgenden Wintern nicht mehr halten. Nachdem er am 11. März 2018 in Kvitfjell letztmals ein Weltcuprennen bestritten hatte, gab er am 3. Mai 2018 seinen Rücktritt vom Spitzensport bekannt.
Noch im Jahr seines Karriereendes wurde er mit der Aufnahme in die U.S. Ski and Snowboard Hall of Fame geehrt.

## Erfolge

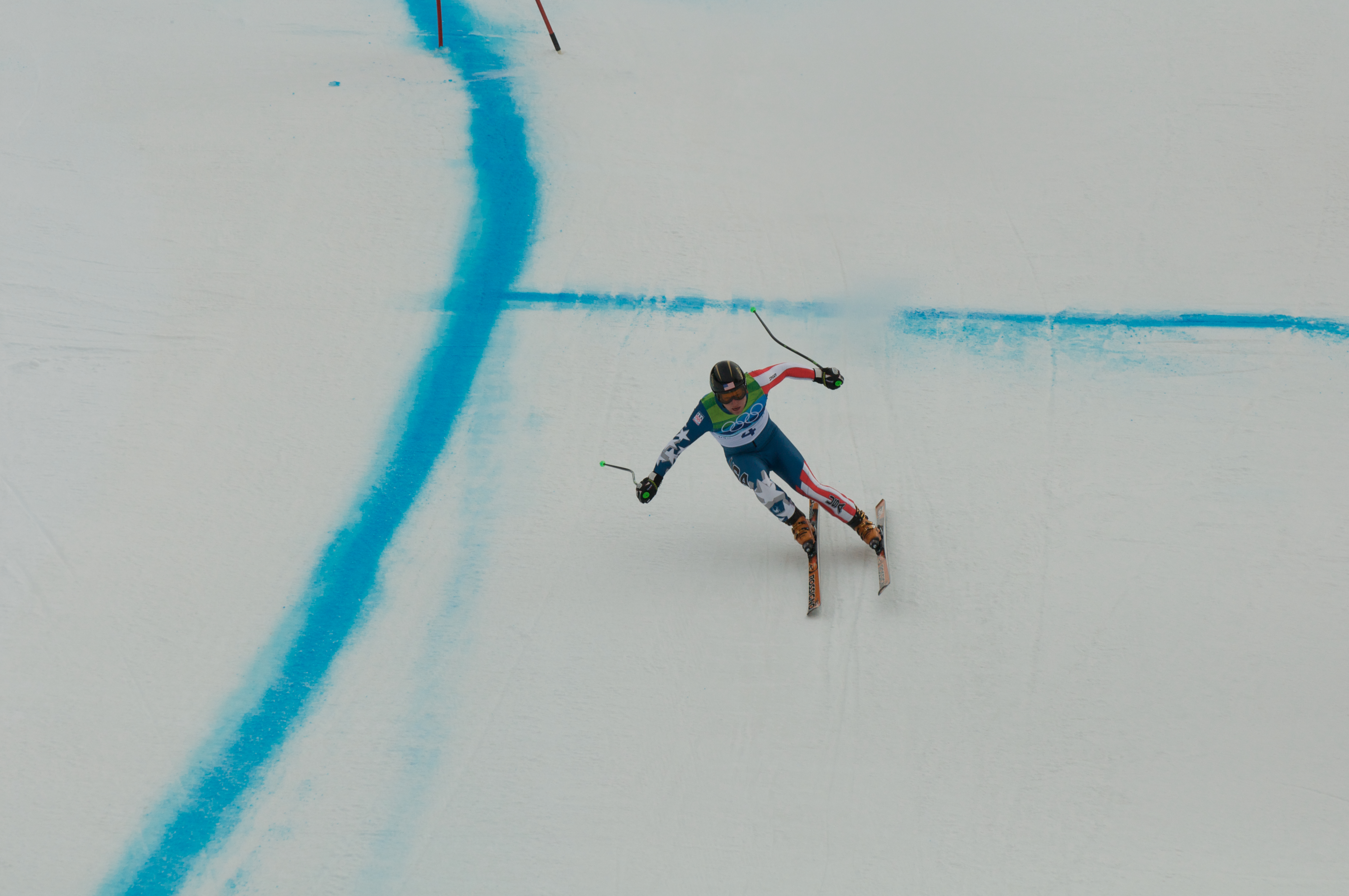
Weibrecht bei den Olympischen Spielen 2010

### Olympische Spiele
- Vancouver 2010: 3. Super-G, 11. Super-Kombination, 21. Abfahrt
- Sotschi 2014: 2. Super-G

### Weltmeisterschaften
- Val-d’Isère 2009: 39. Super-G
- Schladming 2013: 22. Abfahrt
- Vail/Beaver Creek 2015: 9. Abfahrt, 20. Super-G, 22. Kombination

### Weltcup
- 11 Platzierungen unter den besten zehn, davon 2 Podestplätze

### Weltcupwertungen
| Saison  | Gesamt | Gesamt | Abfahrt | Abfahrt | Super-G | Super-G | Riesenslalom | Riesenslalom | Kombination | Kombination |
| Saison  | Platz  | Punkte | Platz   | Punkte  | Platz   | Punkte  | Platz        | Punkte       | Platz       | Punkte      |
| ------- | ------ | ------ | ------- | ------- | ------- | ------- | ------------ | ------------ | ----------- | ----------- |
| 2007/08 | 93.    | 44     | 39.     | 26      | –       | –       | –            | –            | 38.         | 18          |
| 2008/09 | 97.    | 40     | 42.     | 13      | 30.     | 24      | –            | –            | 48.         | 3.          |
| 2009/10 | 54.    | 152    | 26.     | 78      | 23.     | 62      | –            | –            | 40.         | 12          |
| 2011/12 | 83.    | 67     | –       | –       | 24.     | 67      | –            | –            | –           | –           |
| 2012/13 | 101.   | 26     | –       | –       | 29.     | 26      | –            | –            | –           | –           |
| 2013/14 | 70.    | 72     | –       | –       | 26.     | 65      | –            | –            | 33.         | 7           |
| 2014/15 | 40.    | 203    | 46.     | 23      | 12.     | 167     | –            | –            | 26.         | 13          |
| 2015/16 | 22.    | 396    | 22.     | 149     | 8.      | 244     | 56.          | 3            | –           | –           |
| 2016/17 | 87.    | 69     | 39.     | 21      | 27.     | 48      | –            | –            | –           | –           |
| 2017/18 | 106.   | 30     | –       | –       | 30.     | 30      | –            | –            | –           | –           |

### Nor-Am Cup
- Saison 2006/07: Gesamtsieger, 1. Kombinationswertung, 2. Super-G-Wertung, 3. Abfahrtswertung, 8. Riesenslalomwertung
- Saison 2007/08: 10. Gesamtwertung, 2. Super-G-Wertung, 4. Kombinationswertung
- 13 Podestplätze, davon 4 Siege

### Juniorenweltmeisterschaften
- Maribor 2004: 14. Super-G, 20. Riesenslalom, 31. Abfahrt
- Bardonecchia 2005: 20. Riesenslalom, 23. Abfahrt
- Québec 2006: 3. Super-G, 4. Kombination, 11. Slalom, 16. Abfahrt, 18. Riesenslalom

### Weitere Erfolge
- 3 Podestplätze im Europacup
- 2 Siege in FIS-Rennen